# Jeanpyer Poëls
Jeanpyer Poëls est un poète français né le 20 septembre 1940 à Cambrai et mort le 10 juin 2018 à Orange,.
Publication d'articles et d'études dans les revues Diérèse, Nu(e), Le Mensuel Littéraire et Poétique (Belgique). 
Textes poétiques publiés dans de nombreuses revues: Europe, Nu(e), Interventions à Haute Voix, Spered Gouez / L'esprit sauvage...